# 3, 4... САД!
3, 4... САД! је позоришна представа коју је режирала Милена Миња Богавац према комаду Јелене Боговац.
Песме, стихови, риме, строфе и сонгови дело су Миње Богавац, Игора Марковића, Теодоре Петковић, Алексе Мијаиловића, Јована Стаматовић-Карића, Стефана Вукића, Мирка Видеканића, Ивана Комарова и Сање Смајић.
Премијерно приказивање било је 16. јуна 2010. године у позоришту ДАДОВ.
Комад је конципиран као антимјузикл. Представа истражује питање слободе у јавном говору, анархије, цензуре и аутоцензуре.
Текст комада објављен је у књизи ЕДИЦИЈА ДУХ ДАДОВА 03.

## Радња
Представа говори о успону и паду Радија СКЦ, као и другим институцијама које су доживеле незавидну судбину након Петог октобра.
У представи се сучељавају две генерације са различитим системом вредности: генерација одрасла током деведесетих и генерација рођена деведесетих, одрасла у периоду транзиције.

## Улоге
| Лица | Глумци                 |
| ---- | ---------------------- |
|      | Ивана Дудић            |
|      | Марко Видеканић        |
|      | Стефан Вукић           |
|      | Алекса Мијаиловић      |
|      | Сања Смаић             |
|      | Александра Ивановић    |
|      | Теодора Петковић       |
|      | Маја Вујиновић         |
|      | Иван Комаров           |
|      | Јован Стаматовић-Карић |
|      | Настасја Чичић         |
|      | Игор Иванов            |
|      | Стефан Трикош          |
|      | Ђорђе Стојковић        |
|      | Александар Јовановић   |
|      | Оливера Бацић          |
|      | Михаило Лаптошевић     |